# Need for Speed: Shift 2 Unleashed
Need for Speed: Shift 2 Unleashed (auch Need for Speed: Shift 2 und Shift 2: Unleashed) ist eine Rennsimulation und der 17. Teil der vielfach ausgezeichneten Need-for-Speed-Reihe. Es wurde von Slightly Mad Studios entwickelt und von Electronic Arts im März 2011 veröffentlicht.
Shift 2 ist der Nachfolger des 2009 erschienenen Need for Speed: Shift und besitzt große Gemeinsamkeiten mit diesem Titel. Der Spieler übernimmt die Rolle eines Rennfahrers, der versucht, in einem System aus Rennligen bis an die Spitze aufzusteigen. Dazu stehen ihm 145 lizenzierte Fahrzeuge von 37 Herstellern zur Verfügung. Neuerungen gegenüber dem Vorgänger stellen der größere Umfang an Fahrzeugen und Strecken, verschiedene Effekte beim Fahren mit hoher Geschwindigkeit, die Helmkamera und die Anbindung an das für Mehrspieler-Partien entwickelte Autolog-System dar.
Die Rezeption des Titels fiel positiv aus. Tester lobten die neuen Spielinhalte und die verbesserten Mehrspieler-Funktionen.

## Spielprinzip
Das Spielprinzip ist im Wesentlichen vom Vorgänger übernommen worden. Im Karrieremodus, der auf eine Hintergrundgeschichte verzichtet, ist es das Spielziel, in diversen Rennligen zu einem der besten Rennfahrer aufzusteigen. Die Rennligen bestehen aus mehreren Rennen, die teilweise auf realen Strecken wie Spa, teilweise auf fiktiven Kursen ausgetragen werden.
Shift 2 beinhaltet zahlreiche Perspektiven, aus denen der Spieler sein Fahrzeug steuern kann. Standardmäßig ist die Verfolgerperspektive aktiv. Der Spieler kann aber auch eine Stoßstangenperspektive, eine Motorhaubenperspektive und die Cockpit-Perspektive wählen. Neu hinzugekommen ist die Helmkamera, die in der Cockpit-Perspektive Verwendung findet. Sie simuliert die Bewegung des Kopfes, hervorgerufen durch Fliehkräfte in Kurvenfahrten oder Kollisionen mit anderen Rennteilnehmern.

## Rezeption
Shift 2 erhielt gute Bewertungen. Die einzelnen Versionen des Spiels wurden dabei relativ ähnlich eingestuft. Metacritic und GameRankings errechneten Metawertungen von knapp über 80 %.